# Сборен конен полк
Сборен конен полк е български кавалерийски полк, формиран през 1945 година и взел участие в Мурската операция по време на Втората световна война (1941 – 1945).

## История
Сборен конен полк е формиран съгласно лично поверително писмо № І-0-627 от 27 март 1945 г. на командира на 1-ва българска армия. За командир е назначен подполковник Добри Касабов, а за помощник-командир капитан Теньо Петков. В състава му влизат 3-ти, 12-и и 16-и ескадрон и е в подчинение на Трети български корпус. Към полкът са включени батарея от 16-и дивизионен артилерийски полк, бронеизтребителна рота от 2-ра армейска бронеизтребителна дружина и 6 танка. Взема участие във втората фаза на Втората световна война, като води боеве при гр. Чурго, Унгария, като на 30 март започва преследване на противника в посока с. Накгорпад, с. Болхаш и гр. Чурго. На следващия ден овладява Чурго и настъпва към укрепената линия „Маргит“. На 2 април достига до селата Света Мария и Свети Криж, като на 6 април продължава преследването на противника към село Ормож, гр. Птуй и до вечерта достига село Горни Хращан. Убитите по време на военните действия са 33, а ранените 97. Разформирован е на 4 май 1945 година в с. Горни Хращан, като ескадроните са причислени отново в състава на своите дивизии.

## Командири
- Подполковник Добри Касабов (27 март 1945 – 4 май 1945)